# Kettle Falls
Kettle Falls az Amerikai Egyesült Államok északnyugati részén, Washington állam Stevens megyéjében elhelyezkedő város. A 2010. évi népszámlálási adatok alapján 1595 lakosa van.

## Éghajlat
| Hónap                         | Jan.  | Feb.  | Már.  | Ápr.  | Máj. | Jún. | Júl. | Aug. | Szep. | Okt.  | Nov.  | Dec.  | Év    |
| ----------------------------- | ----- | ----- | ----- | ----- | ---- | ---- | ---- | ---- | ----- | ----- | ----- | ----- | ----- |
| Rekord max. hőmérséklet (°C)  | 13,9  | 16,1  | 24,4  | 32,8  | 38,9 | 42,2 | 42,8 | 42,8 | 40,6  | 30,6  | 20,6  | 14,4  | 42,8  |
| Átlagos max. hőmérséklet (°C) | 1,1   | 5,6   | 11,7  | 17,8  | 22,8 | 26,7 | 31,1 | 31,1 | 25,6  | 15,6  | 6,1   | 1,1   | 16,4  |
| Átlagos min. hőmérséklet (°C) | −4,4  | −3,3  | 0,0   | 2,8   | 6,7  | 10,6 | 12,8 | 11,7 | 7,8   | 3,3   | −0,6  | −4,4  | 3,6   |
| Rekord min. hőmérséklet (°C)  | −35,6 | −32,8 | −23,9 | −11,1 | −6,7 | −3,3 | −1,1 | −3,3 | −8,3  | −14,4 | −23,9 | −33,3 | −35,6 |
| Átl. csapadékmennyiség (mm)   | 52    | 38    | 41    | 42    | 55   | 61   | 36   | 26   | 30    | 33    | 54    | 62    | 530   |
| Forrás: The Weather Channel   |       |       |       |       |      |      |      |      |       |       |       |       |       |

## Népesség
A 2010-es népszámláláskor a városnak 1595 lakója, 676 háztartása és 419 családja volt. A népsűrűség 580 fő/km2. A lakóegységek száma 726, sűrűségük 264 db/km2. A lakosok 90,9%-a fehér, 0,1%-a afroamerikai, 2%-a indián, 0,4%-a ázsiai, 0,1%-a a Csendes-óceáni szigetekről származik, 0,6%-a egyéb, 5,9%-a pedig kettő vagy több etnikumú. A spanyol vagy latino származásúak aránya 1,7% (0,9% mexikói,   0,8% egyéb spanyol vagy latino származású.)
A háztartások 31,2%-ában élt 18 évnél fiatalabb. 44,7% házas, 12,3% egyedülálló nő, 5% egyedülálló férfi, 38% pedig nem család. 31,7% egyedül élt; 13,8%-uk 65 éves vagy idősebb. Egy háztartásban átlagosan 2,35 személy élt; a családok átlagmérete 2,95 fő.
A medián életkor 38,6 év volt. A város lakóinak 26,6%-a 18 évesnél fiatalabb, 7,6% 18 és 24 év közötti, 23,9%-uk 25 és 44 év közötti, 25,4%-uk 45 és 64 év közötti, 16,3%-uk pedig 65 éves vagy idősebb. A lakosok 47,6%-a férfi, 52,4%-a pedig nő.

## Híres személyek
- Cathy McMorris Rodgers – a képviselőház tagja[9]
- James Darling – NFL-játékos 1997 és 2006 között[10]

## Fordítás
Ez a szócikk részben vagy egészben  a   Kettle Falls, Washington című angol Wikipédia-szócikk ezen változatának fordításán alapul.  Az eredeti cikk szerkesztőit annak laptörténete sorolja fel. Ez a jelzés csupán a megfogalmazás eredetét és a szerzői jogokat jelzi, nem szolgál a cikkben szereplő információk forrásmegjelöléseként.